# William Stowell
William Stowell (Boston, 13 marzo 1885 – Elizabethville, 24 novembre 1919) è stato un attore statunitense che lavorò nel cinema all'epoca del muto.
Morì a 34 anni, coinvolto in un incidente ferroviario in Congo.

## Biografia
Popolare attore e idolo dei matinée, fece il suo debutto sullo schermo nel 1909 in The Cowboy Millionaire dove lavorò a fianco di Tom Mix. Nei dieci anni della sua carriera cinematografica, Stowell girò oltre un centinaio di film, prima per la Selig e quindi per l'Universal.
Nel 1919 l'Universal lo inviò in Congo per i sopralluoghi di un film. A bordo di un treno che lo stava portando da Città del Capo a Elizabethville (l'odierna Lubumbashi), restò vittima di un incidente ferroviario, morendo sul colpo.

## Filmografia

### 1909
- The Cowboy Millionaire, regia di Francis Boggs e Otis Turner - cortometraggio (1909)

### 1911
- Jim and Joe, regia di Otis Turner -  cortometraggio (1911)
- The Rose of Old St. Augustine, regia di Otis Turner - cortometraggio (1911)
- Ten Nights in a Bar Room, regia di Francis Boggs - cortometraggio (1911)
- Jealous George, regia di Otis Turner - cortometraggio (1911)
- Dad's Girls, regia di Otis Turner - cortometraggio (1911)
- The Wheels of Justice, regia di Otis Turner - cortometraggio (1911)
- The Two Orphans, regia di Francis Boggs e di Otis Turner - cortometraggio (1911)
- Maud Muller, regia di Otis Turner - cortometraggio (1911)
- How They Stopped the Run on the Bank, regia di Otis Turner - cortometraggio (1911)
- His Better Self, regia di Otis Turner - cortometraggio (1911)
- The Inner Mind, regia di Otis Turner - cortometraggio (1911)
- The Plumber, regia di Colin Campbell - cortometraggio (1911)
- Brown of Harvard, regia di Colin Campbell - cortometraggio (1911)

### 1912
- Cinderella, regia di Colin Campbell - cortometraggio (1912)
- The Prosecuting Attorney, regia di Colin Campbell - cortometraggio (1912)
- A Safe Proposition, regia di Colin Campbell - cortometraggio (1912)
- The Girl He Left Behind, regia di Otis Thayer - cortometraggio (1912)
- The Horseshoe, regia di Otis Thayer - cortometraggio (1912)
- The Hypnotic Detective, regia di Colin Campbell - cortometraggio (1912)
- When Memory Calls, regia di Frank Beal - cortometraggio (1912)
- In Little Italy, regia di William V. Mong - cortometraggio (1912)
- Hypnotized, regia di Otis Thayer - cortometraggio (1912)
- The Slip, regia di Otis Thayer - cortometraggio (1912)
- Sons of the North Woods, regia di Frank Beal - cortometraggio (1912)
- All on Account of Checkers, regia di Otis Thayer - cortometraggio (1912)
- The Redemption of 'Greek Joe', regia di William V. Mong - cortometraggio (1912)
- The Devil, the Servant and the Man, regia di Frank Beal - cortometraggio (1912)
- Exposed by the Dictograph, regia di Richard Garrick - cortometraggio (1912)
- Cristoforo Colombo  (The Coming of Columbus), regia di Colin Campbell - cortometraggio (1912)
- When the Heart Calls, regia di Richard Garrick - cortometraggio (1912)
- Mistaken Identity, regia di Richard Garrick - cortometraggio (1912)
- Under Suspicion, regia di Oscar Eagle - cortometraggio (1912)
- A Wartime Romance, regia di Richard Garrick - cortometraggio (1912)
- The Wreck of the Vega, regia di George L. Cox - cortometraggio (1912)
- The Girl at the Cupola, regia di Oscar Eagle - cortometraggio (1912)
- As the Fates Decree, regia di Oscar Eagle - cortometraggio (1912)
- The House of His Master, regia di Lem B. Parker - cortometraggio (1912)
- An International Romance, regia di George L. Cox - cortometraggio (1912)
- A Heart in Rags, regia di Henry MacRae - cortometraggio (1912)
- The Lost Inheritance, regia di Hardee Kirkland - cortometraggio (1912)
- The Fire Fighter's Love, regia di Oscar Eagle - cortometraggio (1912)
- Friends in San Rosario, regia di Hardee Kirkland - cortometraggio (1912)
- The Fire Cop, regia di Hardee Kirkland (1912) - cortometraggio (1912)
- A Freight Train Drama, regia di Francis Boggs (1912)

### 1913
- The Man Who Might Have Been, regia di Oscar Eagle - cortometraggio (1913)
- The False Order, regia di Oscar Eagle - cortometraggio (1913)
- The Clue, regia di Hardee Kirkland - cortometraggio (1913)
- The Millionaire Cowboy - cortometraggio (1913)
- A Husband Won by Election, regia di Oscar Eagle - cortometraggio (1913)
- The Ex-Convict, regia di Oscar Eagle - cortometraggio (1913)
- Pauline Cushman, the Federal Spy, regia di Oscar Eagle - cortometraggio (1913)
- A Change of Administration, regia di Hardee Kirkland - cortometraggio (1913)
- God's Way, regia di Hardee Kirkland - cortometraggio (1913)
- Dixieland, regia di Hardee Kirkland - cortometraggio (1913)
- A Daughter of the Confederacy, regia di Hardee Kirkland - cortometraggio (1913)
- The Ex-Convict's Plunge, regia di Hardee Kirkland - cortometraggio (1913)
- The Suwanee River, regia di Hardee Kirkland - cortometraggio (1913)
- Sweeney's Dream, regia di Charles H. France - cortometraggio (1913)
- Put to the Test, regia di Hardee Kirkland - cortometraggio (1913)
- Granny's Old Armchair, regia di Hardee Kirkland - cortometraggio (1913)
- Through Another Man's Eyes, regia di Hardee Kirkland - cortometraggio (1913)
- The Devil and Tom Walker, regia di Hardee Kirkland - cortometraggio (1913)
- Brown's New Monetary Standard, regia di Hardee Kirkland - cortometraggio (1913)
- The Burning Rivet, regia di Barry O'Neil (1913)
- The Water Rat, regia di Oscar Eagle - cortometraggio (1913)
- The Adventures of a Watch; or, Time Flies and Comes Back, regia di Hardee Kirkland - cortometraggio (1913)
- Around Battle Tree, regia di Oscar Eagle - cortometraggio (1913)
- The Policeman and the Baby, regia di Hardee Kirkland - cortometraggio (1913)
- The Pendulum of Fate, regia di Hardee Kirkland] - cortometraggio (1913)
- The Port of Missing Women - cortometraggio (1913)
- An Equal Chance, regia di E.A. Martin - cortometraggio (1913)
- Hilda of Heron Cove, regia di E.A. Martin - cortometraggio (1913)
- With Eyes So Blue and Tender, regia di E.A. Martin - cortometraggio (1913)
- Father's Day, regia di Hardee Kirkland - cortometraggio (1913)

### 1914
- Pietro the Pianist, regia di E.A. Martin - cortometraggio (1914)
- His Guiding Spirit, regia di E.A. Martin - cortometraggio (1914)
- Thou Shalt Not Kill, regia di E.A. Martin - cortometraggio (1914)
- The Speedway of Despair, regia di Hardee Kirkland - cortometraggio (1914)
- The Better Way, regia di Norval MacGregor - cortometraggio (1914)
- The Evil We Do, regia di E.A. Martin - cortometraggio (1914)
- In Remembrance - cortometraggio (1914)
- The Game of Life, regia di E.A. Martin - cortometraggio (1914)
- On the Minute, regia E.A. Martin - cortometraggio (1914)
- Teaching Father a Lesson, regia di Norval MacGregor - cortometraggio (1914)
- Somebody's Sister, regia di E.A. Martin - cortometraggio (1914)
- The Captain's Chair, regia di E.A. Martin - cortometraggio (1914)
- His Last Appeal, regia di E.A. Martin - cortometraggio (1914)
- The Substitute Heir, regia di E.A. Martin - cortometraggio (1914)
- In Tune with the Wild, regia di E.A. Martin - cortometraggio (1914)
- The Skull and the Crown, regia di E.A. Martin - cortometraggio (1914)
- Meller Drammer, regia di E.A. Martin - cortometraggio (1914)
- When a Woman's 40, regia di E.A. Martin - cortometraggio (1914)
- The Decision of Jim O'Farrell, regia di E.A. Martin - cortometraggio (1914)
- Pawn Ticket '913', regia di E.A. Martin - cortometraggio (1914)
- The Missing Page, regia di E.A. Martin - cortometraggio (1914)
- For Love of Him, regia di E.A. Martin - cortometraggio (1914)
- The Loyalty of Jumbo, regia di E.A. Martin - cortometraggio (1914)
- Her Victory Eternal, regia di E.A. Martin - cortometraggio (1914)
- The Man Hater, regia di E.A. Martin - cortometraggio (1914)
- The Rajah's Vacation, regia di E.A. Martin - cortometraggio (1914)
- The Grate Impeeryul Sirkus, regia di E.A. Martin - cortometraggio (1914)
- The Lion Hunter, regia di E.A. Martin - cortometraggio (1914)
- The Mystery of the Seven Chests, regia di E.A. Martin - cortometraggio (1914)

### 1915
- In the Line of Duty - cortometraggio (1915)
- The Old Code, regia di E.A. Martin - cortometraggio (1915)
- Between Matinee and Night - cortometraggio (1915)
- The Leopard's Lair, regia di E.A. Martin - cortometraggio (1915)
- The Millionaire Cabby, regia di E.A. Martin - cortometraggio (1915)
- Perils of the Jungle, regia di E.A. Martin - cortometraggio (1915)
- A Night in the Jungle, regia di E.A. Martin - cortometraggio (1915)
- The Gentleman Burglar, regia di E.A. Martin - cortometraggio (1915)
- The Strenght of a Samson, regia di E.A. Martin - cortometraggio (1915)
- Lonely Lovers, regia di E.A. Martin - cortometraggio (1915)
- The Lion's Mate, regia di Tom Santschi - cortometraggio (1915)
- Tiger Bait, regia di L. W. Chaudet[1] - cortometraggio (1915)
- The Onion Patch, regia di Norval MacGregor - cortometraggio (1915)
- The Great Question, regia di Thomas Ricketts (1915)
- Breezy Bill, Outcast
- Pardoned
- The End of the Road, regia di Thomas Ricketts (1915)
- The Buzzard's Shadow, regia di Thomas Ricketts (1915)
- Hartney Merwin's Adventure, regia di E.A. Martin - cortometraggio (1915)
- The Tragic Circle

### 1916
- The Other Side of the Door, regia di Tom Ricketts (1916)
- The Secret Wire
- The Gamble, regia di Tom Ricketts - cortometraggio (1916)
- The Man in the Sombrero
- The White Rosette
- Lillo of the Sulu Seas
- Overalls
- The Overcoat, regia di Rae Berger (1916)
- The Blindness
- The Release of Dan Forbes
- The Man from Manhattan, regia di Jack Halloway (1916)
- The Sheriff of Plumas
- The Love Hermit
- Immediate Lee

### 1917
- The Piper's Price, regia di Joseph De Grasse (1917)
- Hell Morgan's Girl
- The Girl in the Checkered Coat
- The Flashlight, regia di Ida May Park (1917)
- A Doll's House, regia di Joseph De Grasse (1917)
- Fires of Rebellion
- The African Jungle, regia di E.A. Martin - cortometraggio (1917)
- The Rescue, regia di Ida May Park
- Pay Me!
- Triumph
- Bondage
- Fighting Mad, regia di Edward LeSaint (1917)
- In After Years, regia di E.A. Martin - cortometraggio (1917)

### 1918
- The Grand Passion
- Broadway Love
- The Risky Road
- The Mortgaged Wife
- The Talk of the Town, regia di Allen Holubar (1918)
- The Heart of Humanity, regia di Allen Holubar (1918)
- The Girl o' Dreams

### 1919
- When a Girl Loves, regia di Phillips Smalley e Lois Weber (1919)
- Destiny, regia di Rollin S. Sturgeon (1919)
- The Man in the Moonlight, regia di Paul Powell (1919)
- The Right to Happiness, regia di Allen Holubar (1919)
- Paid in Advance, regia di Allen Holubar (1919)